# Vergilij
Publij Vergilij Maron, bolje znan kot Vergílij ali Vergíl (latinsko: Publius Vergilius Maro), rimski pesnik, * 15. oktober 70 pr. n. št., Andes pri Mantovi, Italija, † 21. september 19 pr. n. št., Brindisi, Italija.

## Življenje
Rojen je bil v podeželski posestniški družini. Ko so leta 41 pr. n. št. posestva zaplenili v korist vojnim veteranom, si je ohranil posestvo s pomočjo Gaja Oktavijana, ki mu je bil naklonjen. V Rimu je postal glavni pesnik Avgustovega kroga in njegove politike, bil je tudi član Mecenovega literarnega kroga. Umrl je po vrnitvi iz potovanja po Grčiji v Brindisiju. V oporoki je zapustil ep Eneido pesnikoma Variju in Tuku, ki pa nista smela ničesar v njem spremeniti. Pri svojih delih je sledil Homerju. Velja za enega izmed največjih rimskih pesnikov. Študiral je retoriko in filozofijo. Bil je zelo izobražen človek. S svojimi deli se je ukvarjal dolgo in skrbno, tako da poslednjih, ki jih je pisal več kot deset let, ni uspel dokončati. Njegova tri najpomembnejša pesniška dela so rimsko kot tudi srednjeveško književnost tako navdušila, da so jih priročniki retorike vzeli kot vzor za tri temeljne tipe pesništva: nizki (Bukolika), srednji (Georgika) in visoki slog (Eneida).

## Dela

### Lirska dela
Glavno delo Vergilove lirike je zbirka lirskih pesmi Bukolika
Vergil je do dvanajstega leta rasel v miru kmetskega okolja in se je v kmetsko okolje vrnil tudi po neuspešni govorniški karieri. V opoziciji do politično zastrupljenega Rima, se je začel zanimati za kmetsko življenje in je največ bral Teokritove Bukolične pesmi. Po vzoru Teokrita je tudi sam začel pisati 'kmetske idilične pesmi' in napisal zbirko Bucolica.
Bukolika (Bucolica, tj. bukolične pesmi), pozneje imenovane tudi z grškim izrazom Eclogae (oziroma Ekloge), so zbirka desetih pastirskih pesmi, napisanih v heksametrih. Nastale naj bi okrog leta 40. Klub vplivu Teokrita, Vergil v svoje pesmi vnese nekatere novosti. Pesmi ne opevajo več stvarnega, prvotnega pastirskega življenja na Siciliji, temveč so postavljene v severno Italijo oziroma v napol mitično Arkadijo. V vlogo pastirjev Vergil postavi svoje sodobnike, prijatelje in samega sebe (v prvi eklogi se tako zahvaljuje tudi cesarju Oktavijanu, ker mu je ta vrnil izgubljeno posestvo). Na tak način Vergil poizkuša uprizoriti motive, ideje in probleme svoje usode, pa tudi dobe. Za dosego tega cilja pesnik včasih uporablja alegorična sredstva. Z vsem tem je zbirka postala glavni izvor za poznejšo evropsko pastirsko liriko, vse od Petrarke do 18. stoletja.

### Epika
Rimski ep je začel nastajati po grškem vzoru, a je že od začetka kazal posebne poteze. Prvi epi so nastali kot verzificirane mitološke-zgodovinske kronike Rima od njegovih mitičnih začetkov, ki so jih povezovali s trojansko vojno, do prvih punskih vojn. Novost v primerjavi z grško epiko sta zgodovinski značaj motivike in pa ideja rimskega imperija kot končnega cilja, ki naj ga ep prikaže v pesniško privzdignjeni obliki. 
Ob Lukanovi Farsaliji je Vergilova Eneida (Aeneis) najznamenitejši, največji in najdovršenejši ep v rimski književnosti, s katerim je Vergil dosegel višek svoje ustvarjalnosti. Ob Eneidi v epsko vrsto štejemo tudi pesnitev Georgika.
Pesnitev Georgika je nastala potem, ko se je po že drugi izgubi svojega posestva Vergil ponovno zatekel v Rim. V vsesplošni krizi cesarstva se je večalo predvsem število meščanov, rodovitna zemlja pa je ostajala neobdelana. Državo je bilo potrebno rešiti pred razsulom, najti je bilo treba človeka, ki bi v ljudeh ponovno vzbudil ljubezen do obdelovanja zemlje in gospodarstva. Oktavijanov glavni svetovalec Mecenas je to vlogo namenil prav Vergilu, ta pa jo je izpolnil v didaktični pesnitvi Georgica (Georgika).
Vergil v pesnitvi po helenističnih vzorcih opeva poljedelstvo, sadjarstvo, čebelarstvo  in živinorejo. Vrhunec pesniškega dela predstavljajo hvalnice kmetu in preprostemu ter naravnemu življenju. Vergil v Georgiki – ki je nastajala kar sedem let, pesnik pa se je ta čas največ mudil v Kampanji, zlasti v Neaplju – opeva tudi lepote Apeninskega polotoka. Literarni zgodovinarji ocenjujejo pesmi v Georgikah kot prave bisere rimske poezije. V zgodovini je pesnitev slovela kot najboljša pesnitev te vrste in imela večji vpliv na evropsko književnost do konca 18. stoletja.

## Eneida
Z Eneido je Vergil posegel po mitu o Eneju, ki nadaljuje zgodbo trojanske vojne. 
Na vsebinski ravni ep prikazuje Eneja in njegove tovariše, ki po številnih dogodivščinah prispejo v Afriko na dvor kartažanske kraljice Dido. Tam Enej pripoveduje svojo zgodbo od razrušenja Troje do prihoda v Kartagino. Vergil pri tem uporablja retrospektivo, podobno Odisejevi pripovedi pri Fejakih; pripoveduje pa, med drugim, kako je Enej po padcu Troje vzel s seboj očeta in sina, medtem ko je ženo po volji bogov moral pustiti v Troji (s tem je Eneju omogočena nova politična zakonska zveza). Enej po padcu Troje išče novo domovino, Dido pa bi ga rada zadržala, pri čemer ta situacija zrcali vzporedni odnos med Odisejem in Kalipso iz Homerjeve Odiseje. Tudi Enej po volji bogov nadaljuje pot, Dido pa zaradi njegove odločitve naredi samomor, s čimer Vergil podaja mitsko osnovo sovraštva med Rimom in Kartagino. Enej pride na italijansko obalo, kjer ga kumska Sibila pouči o poti v Had. Kasneje se bori z italskimi plemeni, premaga in ubije rutulskega kralja Tuma in s tem dejanjem svojim ljudem zagotovi novo domovino. Mit o Eneju je tako svojska razlaga o naselitvi Trojancev oziroma Etruščanov v Italiji. 
Po rimskem mitu, ki sicer ni več del Eneide, se Enej kasneje poroči z Lavinijo in vlada skupaj z domačinom Julom Askanijem, njima pa sledi Enejev in Lavinijin sin Silvij, ki predstavlja združitev domačinov in Trojancev.
Vergil je s povezavo pripovedke o mestu Troji in z globokim posegom v preteklost, v življenje in v običaje rimskega naroda, tako dobil zadostno snov za svoje veliko delo. Za ep je napravil najprej načrt v prozi, ga razdelil v speve in potem drugega za drugim obravnavalv verzih, vse do svoje smrti.
Ep povzema tradicijo prejšnjih rimskih epov, opeva mitično zgodovino Rima, vendar se omeji na vlogo, ki naj bi pri tem pripadla Eneju, čeprav je epsko dejanje zaokrožil okoli glavnega junaka. Prva polovica Eneide spominja na Homerjevo Odisejo, druga na Iliado. Tako v prvih 6 spevih Vergil opeva Enejeve vožnje po morju, v retrospektivi obnavlja spomine na Trojo, napotitev v podzemlje, kar je v skladu z Odisejo; v naslednjih šestih spevih pa po zgledu Iliade opeva boje Trojancev z italskimi domačini; ep se konča po zgledu Ahilovega dvoboja s Hektorjem tako, da Enej v boju ubije glavnega nasprotnika Turna.
Poleg podobnih prizorov v Eneidi srečujemo tudi nešteto homerjevim podobnih verzov in izrazov. Novost v primerjavi s Homerjem (in grško epiko) so rimska imperialna ideja celote, novo pojmovanje zgodovine, ki ima smotrn namen in pomen, pa tudi ljubezenska motivika. V primerjavi s Homerjem je ep bolj racionalen in umetelen, njegovi junaki, zlasti Enej, so abstraktno idealizirani, v slogu je več patosa, subjektivnosti in tudi slikovitosti. V ospredju so moralne ideje, ki obvladujejo zlasti znameniti spev o Enejevi poti v podzemlje.
Ob Homerjevi Odiseji in Iliadi je Vergil uporabil še druge grške epe, med rimskimi pesniki pa se je naslonil na Nevija, Enija in Lukrecija.
Čeprav Vergil Eneide ni dokončno izdelal – o tem pričajo mnogi okrnjeni verzi –, je prav z njo dosegel višek pesniške slave. Njena odlika so poleg idejnih novosti lep jezik in brezhibni verzi, tako da je bila Eneida vzor vsem poznejšim rimskim epikom.

## Vplivi na evropsko in slovensko književnost
Velik vpliv na evropsko književnost od Petrarke pa vse do 18. stoletja je imela Vergilova Bukolika, ki je postala glavni izvir za poznejšo evropsko pastirsko poezijo. Na didaktično poezijo o preprostemu kmečkemu življenju je vplivala Georgika, na Danteja in na celoten srednji vek pa je močno vplival Vergilov napomembnejši ep, Eneida. Na poznejše renesančne in klasicistične epe je Eneida učinkovala bolj od samih homerskih pesnitev, saj je veljala za umetniško bolj dovršeno.
Skupaj z rimsko književnostjo je imel Vergil velik vpliv tudi na razvoj slovenske književnosti od razsvetljenstva naprej. Rimska književnost je na slovenske razsvetljence vplivala prek klasicizma, ki se je opiral na rimsko klasiko. Čeprav Čop rimski književnosti ni bil naklonjen, je Prešeren pa je ostal zvezan z njeno tradicijo, tudi z Vergilom.